# The Night (젬베콜라의 음반)
《The Night》는 대한민국의 음악가 젬베콜라의 첫번째 Mini 앨범이다. 젬베콜라 첫 Mini 앨범  <The Night>는 젬베콜라스러움을 찾아가는 첫 앨범이다. 아프리카 음악에 대한 '이색, 전통적'이라는 이미지를 깨고 싶었기에 전통적인 흐름을 차용하여 대중에게 익숙한 음악을 만들어 보기로 했다.
덧붙여 아프리카에는 50개 이상의 나라들이 존재한다. 나라마다 민족은 더 많고 그에 따른 다채로운 문화가 있다.젬베콜라는 수 많은 아프리카 대륙의 나라들, 그 중 서 아프리카 '만뎅문화'권의 음악을 기반으로 활동을 하고 있는 밴드이다.

## 수록곡
| #            | 제목            | 작사         | 작곡                                    | 재생 시간 |
| ------------ | --------------- | ------------ | --------------------------------------- | --------- |
| 1.           | 〈침잠, 한 밤〉 | 이은민       | 이은민 (편곡: 이은민, 시디키보, 황발리) | 4:04      |
| 2.           | 〈놀자〉        | 김동수       | 김동수 (편곡: 김동수, 이은민, 시디키보) | 2:52      |
| 총 재생 시간 | 총 재생 시간    | 총 재생 시간 | 총 재생 시간                            | 6:56      |

## 참여
- 참여 아티스트/인물
- 이은민 - 젬베 / 기타
- 김동수 - 젬베 / 기타 / 보컬
- 시디키보 - 젬베 / 두눈 / 자바라
- 황발리 - 디저리두
- 몽태 - 앨범커버 디자인 / 스타일리스트 / 기획